# La Parota, Zihuatanejo de Azueta
La Parota är en ort i Mexiko.   Den ligger i kommunen Zihuatanejo de Azueta och delstaten Guerrero, i den södra delen av landet, 300 km sydväst om huvudstaden Mexico City. La Parota ligger 193 meter över havet och antalet invånare är 195.
Terrängen runt La Parota är huvudsakligen kuperad, men åt sydost är den platt. La Parota ligger nere i en dal. Runt La Parota är det ganska glesbefolkat, med 26 invånare per kvadratkilometer. Närmaste större samhälle är Zihuatanejo, 18,8 km sydväst om La Parota. Omgivningarna runt La Parota är en mosaik av jordbruksmark och naturlig växtlighet.